# Salpeterfabriek

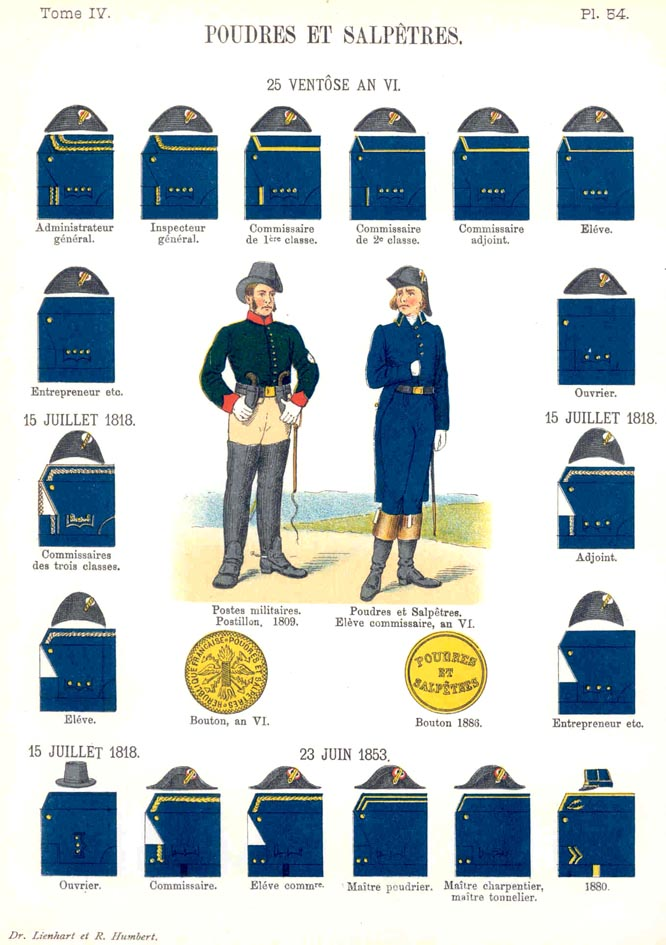
Uniformen van militaire salpeterfabrikanten

Een salpeterfabriek (Frans: salpêtrière) is een benaming die vroeger gegeven werd aan plaatsen waar salpeter of nitraat werd gewonnen, verzameld, opgeslagen en/of gezuiverd, teneinde dit samen met houtskool en zwavel als ingrediënt voor de buskruitfabricage te gebruiken.
Het salpeter was schaars, maar strategisch van groot belang en werd bijvoorbeeld gewonnen in toiletruimten, maar ook in grotten waar vleermuizen verbleven en op rotsen waar veel meeuwen zich verzamelden.
Vanwege het strategisch belang en de schaarste van de grondstof werd de salpeterwinning en -fabricage streng gereglementeerd en stond onder leiding van militairen.
Pas in het begin van de 19e eeuw werd het mogelijk om salpeter te verkrijgen langs chemische weg, waarbij in de eerste plaats kaliumnitraat werd verkregen door uitloging uit zeewier en verbrandingsas van hout. Een van de pioniers op dit gebied was Bernard Courtois (1777-1838). Men sprak aanvankelijk van een salpêtrière artificielle.
Later werd salpeter ingevoerd (chilisalpeter) en als kunstmest ingezet. Dankzij stikstofbinding kunnen nitraten tegenwoordig in grote hoeveelheden worden vervaardigd.

## Heden
Het woord salpêtrière komt in diverse benamingen voor van gebouwen, wijken en andere geografische eenheden voor, zoals in het Hôpital de la Salpêtrière.